# Аудио в высоком разрешении
Аудио с высоким разрешением (аудио высокой четкости или HD audio) — термин, обозначающий аудиофайлы с частотой дискретизации более 44,1 кГц или разрядностью звука более 16 бит. Обычно это относится к частоте дискретизации 96 или 192 кГц. Однако существуют также записи с частотой 44,1 кГц/24 бита, 48 кГц/24 бита и 88,2 кГц/24 бита, которые обозначаются как HD Audio.
Исследования в области аудио с высоким разрешением начались в конце 1980-х, а аудиоконтент с высоким разрешением стал доступен на потребительском рынке в 1996 году.

## Определения

Приблизительный динамический диапазон и ширина полосы частот некоторых аудиоформатов с высоким разрешением
Аудио с высоким разрешением обычно используется для обозначения музыкальных файлов, которые имеют более высокую частоту дискретизации и/или разрядность, чем у цифрового аудио на компакт-диске (CD-DA), который работает на частоте 44,1 кГц/16 бит.
Американская ассоциация звукозаписывающей индустрии (RIAA) в сотрудничестве с Ассоциацией бытовой электроники, DEG: Digital Entertainment Group и Звукозаписывающей академией Producers & Engineers Wing в 2014 году сформулировали следующее определение аудио с высоким разрешением: «аудио без потерь, способное воспроизводить полный спектр звука из записей, которые были обработаны из музыкальных источников качества лучше, чем CD (48 кГц/20 бит или выше), которые представляют то, что изначально задумывали художники, продюсеры и инженеры».
Форматы файлов, в которых может храниться аудио с высоким разрешением, включают FLAC, ALAC, WAV, AIFF и DSD, формат, используемый Super Audio Compact Disks (SACD).

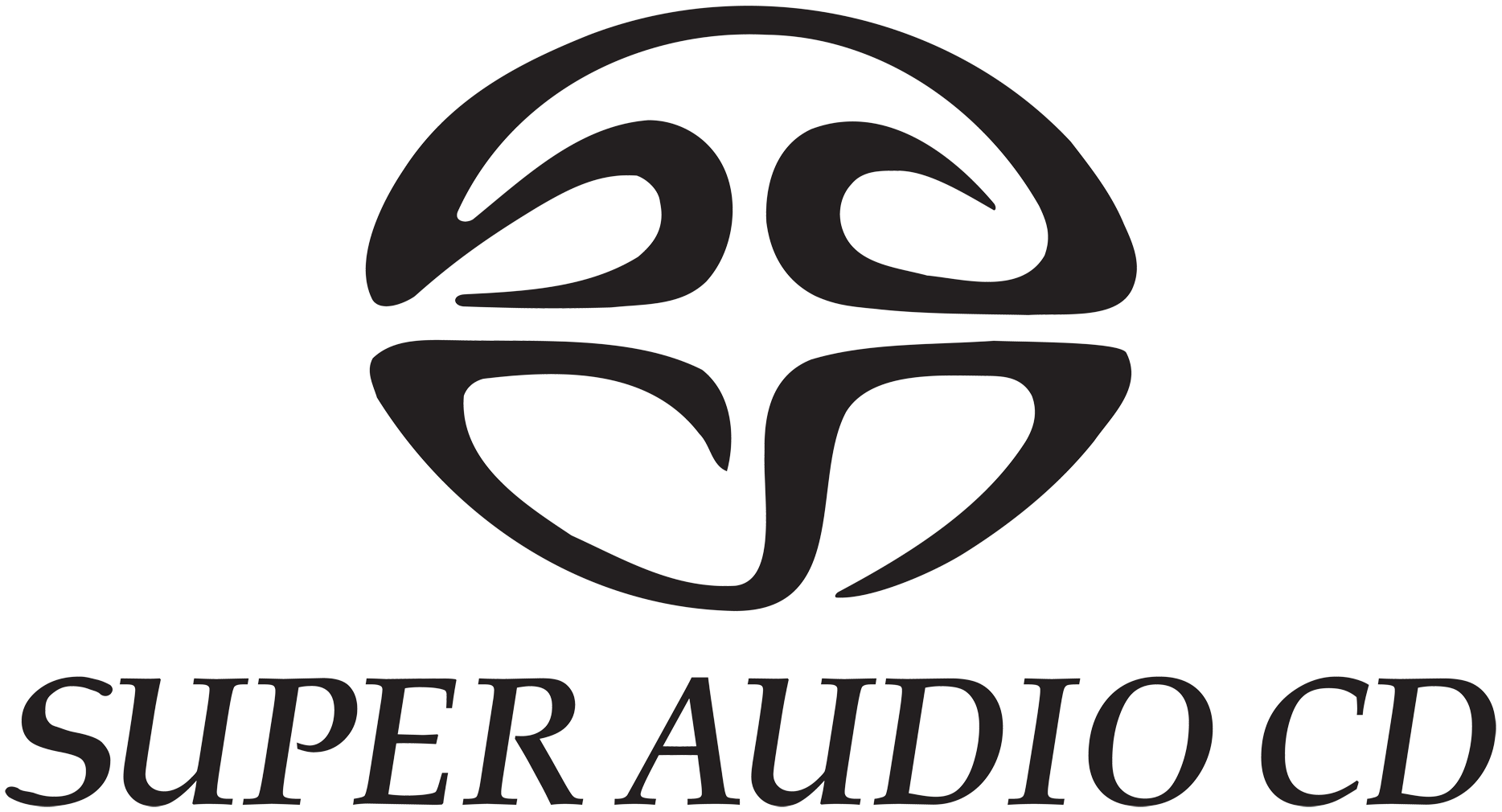

## История
Одной из первых попыток вывести на рынок аудио высокого разрешения была High Definition Compatible Digital в 1995 году. За этим последовали еще три формата оптических дисков, претендующих на звуковое превосходство над CD-DA: DAD в 1998 году, SACD в 1999 году и DVD-Audio в 2000 году. Эти форматы предлагают дополнительные преимущества, такие как многоканальный объемный звук. После войны форматов ни один из них не получил широкого распространения.
После роста онлайн-продаж музыки в начале XXI века, начиная с 2008 года, HDtracks начали загружать аудио в высоком разрешении.
За дальнейшими попытками продать аудио с высоким разрешением на оптических дисках последовали Pure Audio Blu-ray в 2009 году и High Fidelity Pure Audio в 2013 году. Конкуренция в онлайн-продаже аудио с высоким разрешением усилилась в 2014 году с анонсом сервиса Neil Young’s от Pono
Официальный логотип для продуктов, соответствующих спецификации JEITA / JAS «Hi-Res Audio».

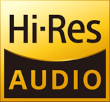

В 2014 году Японская ассоциация производителей электроники и информационных технологий (JEITA) объявила о спецификации и сопутствующем логотипе «Hi-Res AUDIO» для потребительских аудио продуктов, администрируемых Японским обществом аудио (JAS). Стандарт устанавливает минимальную частоту дискретизации 96 кГц и 24-битную глубину, а для аналоговых процессов — 40 кГц. Соответствующий стандарт «Hi-Res Audio Wireless» дополнительно требует поддержки кодеков LDAC и LHDC. Sony подтвердила свою приверженность развитию в сегменте аудио с высоким разрешением, предложив множество аудио продуктов высокого разрешения.

## Потоковые сервисы
По состоянию на 2021 год несколько сервисов потоковой передачи музыки, таких как Tidal, Amazon Music HD и Apple Music, имеют аудио в высоком разрешении.

## Противоречия
Смотрите также: Super Audio CD качество звука
Вопрос о том, есть ли какие-либо преимущества у аудио с высоким разрешением по сравнению с CD-DA, является спорным, поскольку некоторые источники утверждают, что звуковое превосходство:
- «Процесс DSD, используемый для создания SACD, улавливает больше нюансов исполнения и воспроизводит их с четкостью и прозрачностью, которые невозможны при использовании компакт-дисков». — Лейбл звукозаписи Мариинского театра Мариинского театра (бывший Кировский балет), Санкт-Петербург, Россия, который продает компакт-диски Super Audio (SACD)
- «Основным заявленным преимуществом аудиофайлов с высоким разрешением является превосходное качество звука 24-битные / 96 кГц или 24-битные / 192 кГц файлы должны, следовательно, более точно воспроизводить качество звука, с которым музыканты и инженеры работали в студии».-Что такое Hi-Fi?
- «… музыкальные профессионалы, имеющие доступ к данным первого поколения, часто сообщают о субъективно лучшем звучании, а метаанализ ранее опубликованных тестов на прослушивание, сравнивающих высокое разрешение с CD, обнаружил явную, хотя и небольшую, разницу в слышимости, которая значительно увеличилась, когда тесты на прослушивание включали стандартное обучение (т. Е.С Опытом прослушивания).»— Журнал Общества аудиотехники, том 67, выпуск 5

…и с другими мнениями, от скептических до крайне критических:
- «Если бы в первую очередь заботился о качестве звука, они бы сделали так, чтобы все релизы звучали великолепно в любом формате, который они продают: MP3, FLAC, CD, iTunes или LP».— cnet
- «Непрактичный перебор, который никто не может себе позволить» —Gizmodo
- «Решение проблемы, которой не существует, бизнес—модель, основанная на умышленном невежестве и обмане людей»

Деловой журнал Bloomberg Businessweek предполагает, что в отношении аудио с высоким разрешением следует проявлять осторожность: «Есть основания для осторожности, учитывая историю компаний, производящих потребительскую электронику, продвигающих достижения, главное достоинство которых — требовать от всех покупать новые гаджеты».
Файлы с высоким разрешением, загружаемые с специализированных веб-сайтов, ориентированных на аудиофилов, часто включают различную мастеринговую обработку в релизе — таким образом, многие сравнения CD с этими релизами оценивают различия в мастеринге, а не в разрядности.
В большинстве ранних работ, в которых использовались тесты на прослушивание вслепую, был сделан вывод о том, что различия не слышны для выборки слушателей, проходящих тест. Слепые тесты показали, что музыканты и композиторы не могут отличить более высокое разрешение от 16-битного звука на частоте 48 кГц. В одной из статей 2014 года было показано, что сглаживание с использованием устаревших методов создает звуковые артефакты в тестах слепого прослушивания.
Исследование 2007 года не показало разницы между качеством звука на компакт-диске и звуком с более высоким разрешением. Джошуа Рейсс провел мета-анализ 20 опубликованных тестов, заявив, что обученные слушатели могут отличить записи с высоким разрешением от их эквивалентов на компакт-диске в условиях слепоты. Хироши Ниттоно отметил, что результаты в статье Рейсса показали, что способность отличать звук высокого разрешения от звука качества CD «была лишь немного лучше, чем случайность».